# Glacier LeConte
Le glacier LeConte est un glacier de 34 kilomètres de long situé dans l'État américain de l'Alaska. Il s'épanche vers le sud-ouest jusqu'à la tête de la baie LeConte. Il a été nommé en 1887 par le lieutenant-commandant de l'US Navy Charles M. Thomas en l'honneur du biologiste californien Joseph LeConte. Selon le livre de John Muir sur les peuples autochtones de la région, les Tlingits l'appelaient Huti, qui, selon lui, provenait d'un oiseau mythique qui produisait des sons de tonnerre lorsqu'il battait des ailes.

## Description
Depuis sa découverte, le glacier a reculé de près de 4 kilomètres, bien qu'il soit considéré comme étant en position stable aujourd'hui. Le glacier est connu pour ses icebergs « tireurs » qui sortent hors de l'eau en raison de leur flottabilité. En 2019, des observations acoustiques ont révélé que la partie sous-marine du glacier LeConte fond beaucoup plus rapidement que ce qui avait été prévu par la théorie scientifique.
Au sud du 57e parallèle nord, le glacier LeConte est le glacier côtier le plus méridional de l'hémisphère nord.

## Tourisme
Le glacier est une destination touristique populaire, avec des opérateurs de Pétersburg et de Wrangell à proximité, organisant des excursions sur sa face de vêlage. Les élèves du lycée de Petersburg le visitent également régulièrement pour surveiller sa fonte historique.
Le ferry M/V LeConte porte le même nom et fait partie de l'Alaska Marine Highway.